# Xanthia ledereri
Xanthia ledereri är en fjärilsart som beskrevs av Otto Staudinger 1896. Xanthia ledereri ingår i släktet Xanthia och familjen nattflyn. Inga underarter finns listade i Catalogue of Life.